# Осада Ледисмита

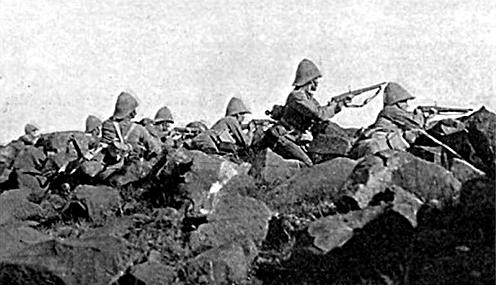
Английские стрелки в осаждённом Ледисмите

Осада Ледисмита (англ. Siege of Ladysmith) — одно из важнейших военных событий Второй англо-бурской войны. Проходила 118 дней в британской колонии Наталь в период со 2 ноября 1899 по 28 февраля 1900 года. Британские полевые войска под командованием генерала Джорджа Стюарта Уайта были застигнуты врасплох первоначальным наступлением буров и после нескольких поражений были окружены в городе Ледисмит.

## Накануне
Поскольку война с бурскими республиками казалась вероятной, в июне 1899 года военное министерство Великобритании направило в Наталь из Индии, гарнизонов в Средиземноморье и других мест в общей сложности 15 000 солдат, ожидая, что в случае начала войны они смогут защищать колонию до тех пор, пока не будет мобилизовано подкрепление и отправлено в Южную Африку. Генерал-лейтенант Джордж Стюарт Уайт был назначен командующим этими увеличенными силами. Уайт служил в основном в Индии и у него не было опыта работы в Южной Африке.
Бурские правительства не были в восторге от отправки британских войск в Наталь. Вместо этого они расценили это как свидетельство решимости Великобритании захватить контроль над бурскими республиками. После полного провала переговоров обе республики объявили войну, и 12 октября 1899 года их войска перешли границу. В общей сложности 21 000 буров двинулись в Наталь со всех сторон. 
Уайту посоветовали развернуть свои силы далеко в тылу, подальше от района северного Наталя, известного как «Натальский треугольник», клин земли, лежащий между двумя бурскими республиками. Вместо этого Уайт развернул свои силы вокруг гарнизонного города Ледисмит с отрядом еще дальше, в Данди. Все британские силы смогли сконцентрироваться только после сражений при Талана-Хилл и Эландслаагте. Буры взяли Чарлстаун, Ньюкасл и Гленко, тем самым получив возможность блокировать отряд генерала Уайта в Ледисмите. Когда буры окружили город, 30 октября Уайт приказал всем своим войскам совершить вылазку, чтобы захватить бурскую артиллерию. Результатом стало катастрофическое для англичан сражение при Ледисмите, в результате которого они были отброшены в город, потеряв 1200 человек убитыми, ранеными или взятыми в плен. Началась осада Ледисмита бурами.

## Начало осады
Воспользовавшись тем, что буры после сражения 30 октября не стали преследовать противника, англичане за несколько дней спешно укрепили свои позиции системой траншей. Были построены редуты с каменными брустверами, защищавшими солдат от пуль и осколков, установлена артиллерия, в том числе и тяжелая. 
2 ноября, перерезав  железнодорожное сообщение Ледисмита с Дурбаном, буры приступили к осаде города. Разместив вокруг Ледисмита свои тяжелые осадные орудия, они приступили к обстрелу позиций англичан, но интенсивность этих обстрелов, как и ружейных перестрелок между противниками была невелика. Иногда противники проводили вылазки. Целью вылазок англичан была артиллерия буров, и им даже удалось повредить несколько тяжелых орудий.
Уайт знал о прибытии большого подкрепления, предназначавшегося для снятия осады, и смог связаться с британскими частями к югу от реки Тугела с помощью прожектора и гелиографа.
15 декабря 1899 года первая попытка деблокады потерпела поражение в сражении при Коленсо. Временно расстроенный, командующий силами помощи генерал Редверс Буллер предложил Уайту либо прорваться, либо уничтожить склады и боеприпасы и капитулировать. Уайт отказался прорываться, сославшись на то, что в его гарнизоне, который находился на скудном пайке, распространились брюшной тиф и дизентерия, а лошади и тягловый скот были слабы от недостатка фуража. Но он также отказался сдаться.

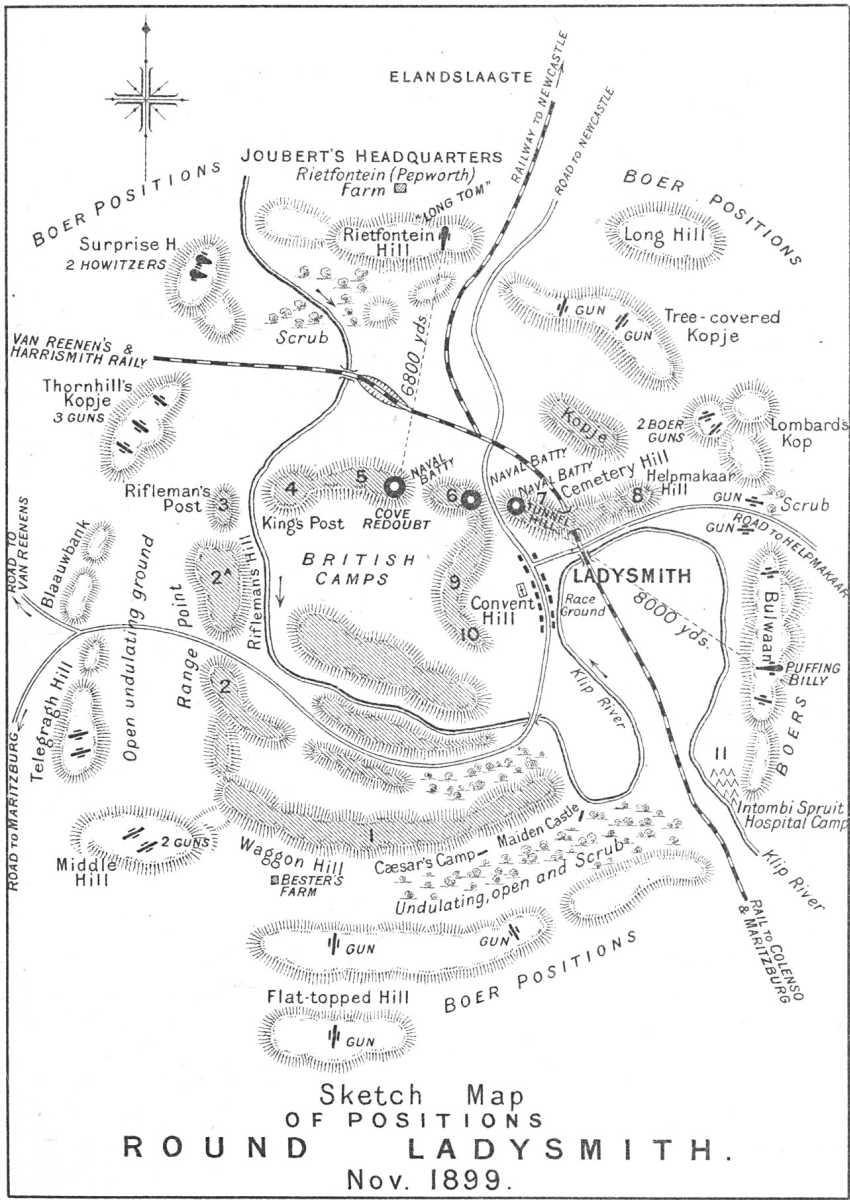
Позиции вокруг Ледисмита в ноябре 1899 г.

## Штурм 6 января
Буры, осаждающие Ледисмит, также слабели из-за нехватки припасов. Бездействуя, многие вернулись домой или привели свои семьи в осадные лагеря. Некоторые молодые офицеры убедили Пита Жубера начать внезапный штурм позиций англичан, прежде чем будет предпринята новая попытка деблокировать город.
Британская линия обороны к югу от Ледисмита проходила по хребту Платранд. Британские солдаты назвали различные пики Вагон-Хилл, Вагон-Ридж и Лагерь Цезаря. Англичане построили ряд укреплений и траншей на обратном склоне Платранда, о чем буры не знали.
Рано утром 6 января 1900 года штурмовые отряды буров под командованием генерала де Вильерса начали взбираться на Вагон-Хилл и Лагерь Цезаря. Они были замечены и вступили в бой с британскими рабочими группами, которые устанавливали несколько орудий. Буры захватили край обеих холмов, но дальше продвинуться не смогли. Британские контратаки также потерпели неудачу. В полдень де Вильерс предпринял новую атаку на Вагон-Хилл. Некоторые защитники запаниковали и бежали, но Хэмилтон привел резервы и отбил несколько окопов. Ближе к вечеру разразился ливень, и буры отступили под его прикрытием.
Англичане потеряли 175 убитых и 249 раненых. На британских позициях насчитали 52 убитых бура, но их общие потери остались неизвестными.

## Продолжение осады

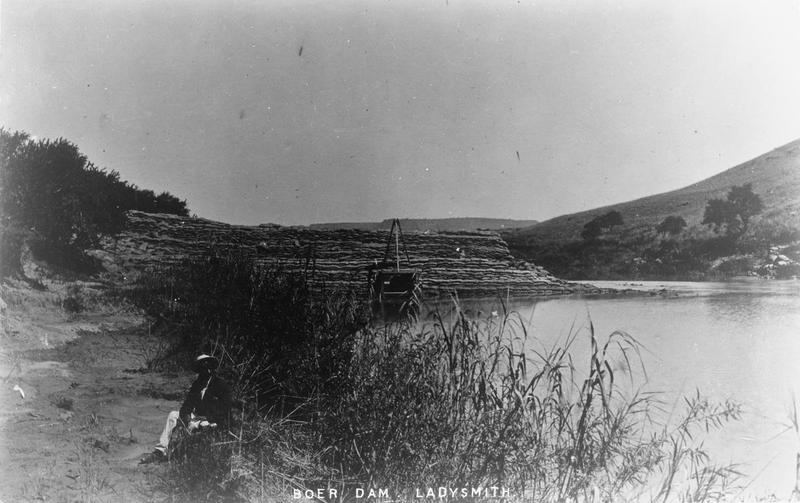
Размытая бурская плотина

В начале 1900 года Буллер предпринял еще две попытки освободить осажденный Ледисмит, но обе они закончились поражением британских войск в сражениях при Спион-Копе и Вааль-Кранце.
В свою очередь, буры, отчаявшись захватить Ледисмит, решили его затопить. Под руководством немецкого инженера было начато строительство плотины на реке Клип у подножия холма Булван, но сооружение из мешков, наполненных землей, было смыто в самом начале строительства.
Для осажденных тяготы, связанные с постоянными артобстрелами, стали обыденностью. Так в начале февраля очевидец событий писал: "Обычная бомбардировка продолжалась. Иногда шесть или семь больших снарядов грохотали так близко... На самом деле ничего достойного упоминания не произошло...".
Защитники Ледисмита все больше страдали от нехватки продовольствия и других припасов. 3 февраля конина была включена в список в качестве пайка для солдат. Так как в самом начале осады буры захватили водопровод Ледисмита, защитники могли пользоваться только мутной водой реки Клип, в связи с чем стали распространяться болезни, в основном, брюшной тиф, которые унесли, среди многих других, жизнь известного военного корреспондента Г.В. Стивенса.

## Деблокада
Только энергичное побуждение со стороны главнокомандующего генерала Робертса заставило Буллера, отчаявшегося в успехе, попытаться четвертый раз форсировать оборонительную линию реки Тугелы с целью деблокады Ледисмита. 14 февраля началось наступление, и к 19-му англичане овладели южным берегом Тугелы. Одновременные с этой операцией успехи наступления Робертса в Оранжевой республике, слухи о которых дошли до армии Жубера, внесли большое расстройство в ее ряды: значительная часть буров ушла в Оранжевую республику и Трансвааль для защиты своих ферм. Осаду Ледисмита решено было снять, оставив для прикрытия артиллерии и многочисленных обозов несколько коммандо на Питерс-хилле (севернее Тугелы). После ряда неудачных атак 27 февраля британцы заняли Питерс-хилл. 28-го Буллер, войдя в связь гелиографом с Уайтом, сообщил последнему о своем намерении на следующий день атаковать высоты Изимбулвана, куда отступили буры с Питерс-хилла. Высланная в направлении Ледисмита конница Дандональда обнаружила, что весь район к югу от города очищен противником. Дандональд беспрепятственно вступил в Ледисмит. Осада, продолжавшаяся в течение 118 дней, закончилась.

## Память
В 1985 году в Ледисмите, на месте продовольственного склада британских войск, был организован музей, посвященный осаде города и войне в целом. В музее выставлены документы и фотографии времён Англо-Бурской войны, а также образцы оружия и амуниции, использовавшихся как англичанами, так и бурами, открыта диорама на которой изображен Ледисмит во время осады. Информация предоставляется на трёх языках: африкаанс, английском и зулу.